# بديلاين
كان البديلاين، المعروف أيضًا باسم لعبة بولينج نظرية الساق السريعة، أسلوب كريكيت ابتكره فريق الكريكيت الإنجليزي في جولة آشز في أستراليا في الفترة من 1932 إلى 333. صمم لمحاربة مهارة الضرب غير العادية لضارب المضرب الأسترالي الرائد، دون برادمان.  كان  خط الجسم هو الذي تم فيه رمي كرة الكريكيت، بوتيرة سريعة، على جسد رجل المضرب متوقعًا أنه عندما يدافع عن نفسه بمضربه، يمكن أن يكتشف أحد ألاحراف الناتج عن طريق أحد لاعبي الميدان العديدين الذين يقفون بالقرب من ساقه  الجانب.
اعتبر منتقدو هذا التكتيك أنه أمر مخيف ومهدد جسديًا في لعبة كان من المفترض تقليديًا أن تدعم أعراف الروح الرياضية. اعتبر البعض، في كل من أستراليا وإنجلترا، استخدام فريق إنجلترا للتكتيك عدوانيًا بشكل مفرط أو حتى غير عادل، وتسبب في جدل وصل إلى مستوى يهدد العلاقات الدبلوماسية بين البلدين قبل تهدئة الوضع.
على الرغم من عدم ظهور إصابات خطيرة من أي عمليات تسليم قصيرة المدى بينما تم بالفعل تعيين حقل نظرية الساق، إلا أن هذا التكتيك أدى إلى شعور كبير بالضيق بين الفريقين، لا سيما عندما ضرب رجال المضرب الأسترالي، مما أدى إلى تأجيج المتفرجين.
لا تزال لعبة البولينج السريعة قصيرة المدى بشكل عام مسموحًا بها في لعبة الكريكيت، حتى عندما تستهدف ضارب المضرب، وتعتبر بمثابة تكتيك بولينج شرعي عند استخدامه باعتدال.  بمرور الوقت، وتغيير العديد من قوانين لعبة الكريكيت لجعل تكتيك خط الجسم أقل فعالية.

## التعريف والاشتقاق
البدلاين هو تكتيك تم ابتكاره واستخدامه بشكل أساسي في سلسلة رماد بين إنجلترا وأستراليا في 1932-1933.  تضمن التكتيك البولينج على جذع الساق أو خارجه مباشرة، ولكن دفع الكرة لفترة قصيرة بحيث، عند الارتداد، وظهرت بشكل مهدد على جسد رجل المضرب الذي يقف في وضع الضرب الأرثوذكسي.  حلقة من لاعبي الميدان على جانب الساق ستلتقط أي انحراف دفاعي من الخفاش. كانت خيارات رجل المضرب هي التهرب من الكرة من خلال الانحناء أو التحرك جانبًا، والسماح للكرة بضرب جسده، أو محاولة لعب الكرة بمضربه.  يحمل المسار الأخير مخاطر إضافية، حيث جلبت الطلقات الدفاعية عددًا قليلاً من الركلات ويمكن أن تحمل مسافة كافية ليتم القبض عليها من قبل لاعبي الميدان على جانب الساق، ويمكن التقاط لقطات السحب والخطاف بالقرب من حدود الملعب حيث يتم وضع رجلين عادةً لمثل هذا  لقطة.
تهدف لعبة البدلاين أو البولينج إلى التخويف، وقد صممت بشكل أساسي للمحاولة من حد التهديف الغزير غير المعتاد لدونالد برادمان،  وعلى الرغم من استهداف رجال المضرب الأسترالي الآخرين مثل بيل وودفول وبيل بونسفورد وآلان كيباكس أيضًا.
واستخدام عدة مصطلحات لوصف هذا النمط من البولينج قبل استخدام اسم "bodyline".  من بين أول من استخدمها كان الكاتب ولاعب الكريكيت الأسترالي السابق جاك وورال في المباراة بين الفريق الإنجليزي والحادي عشر الأسترالي.  عندما استخدام "bodyline" لأول مرة بالكامل، أشار إلى «قاذفات نصف درجة على خط الجسم» واستخدمها لأول مرة في الطباعة بعد الاختبار الأول.  استخدم كتاب آخرون عبارة مماثلة في هذا الوقت تقريبًا، ولكن يبدو أن أول استخدام لـ "bodyline" في الطباعة كان بواسطة الصحفي هيو باجي في صحيفة ملبورن هيرالد، وفي تقريره عن مسرحية اليوم الأول من الاختبار الأول.

## منشأ

### نظرية الساق البولينج
في القرن التاسع عشر، اعتبر معظم لاعبي الكريكيت أنه من غير الرياضي رمي الكرة في جذع الساق أو ضرب رجال المضرب على جانب الساق.  ولكن بحلول السنوات الأولى من القرن العشرين، استخدم بعض لاعبي البولينج، الذين عادة ما يكونون بطيئين أو متوسطي الخطى،  نظرية الساق كتكتيك؛  تم توجيه الكرة خارج خط جذع الساق ووضع اللاعبون على هذا الجانب من الملعب، والهدف من ذلك هو اختبار صبر رجل المضرب وإجباره على إصابة طفح جلدي.  اثنان من لاعبي البولينج الإنجليزيين، جورج هيرست في 1903–04 وفرانك فوستر في 1911-12، نظرية البولينج لتعبئة الحقول الجانبية في مباريات الاختبار في أستراليا؛ كما استخدمها وارويك أرمسترونج بانتظام لأستراليا.  في السنوات التي سبقت الحرب العالمية الأولى مباشرة، استخدم العديد من لاعبي البولينج نظرية الساق في لعبة الكريكيت الإنجليزية.